# Bitwa pod Akkum
Bitwa pod Akkum – bitwa pomiędzy krzyżowcami prowansalskimi z Hrabstwa Trypolisu a wojskami tureckiej dynastii Burydów władającej Damaszkiem, rozegrana zimą 1108 roku w pobliżu miejscowości Akkum, zakończona zwycięstwem łacinników i wyparciem muzułmanów z Libanu.

## Przed bitwą
Po zakończeniu I wyprawy krzyżowej, jeden z jej przywódców, Rajmund z Tuluzy, wyruszył na czele swoich rycerzy przeciwko muzułmańskiej dynastii Abu Bakr panującej w Trypolisie. Po spektakularnym zwycięstwie nad Turkami w bitwie pod Trypolisem w 1102 roku, w 1103 przystąpił do oblężenia tej twierdzy, jednak zmarł w roku 1105. Z powodu niejasności w kwestii wyboru następcy Rajmunda, tymczasowe zwierzchnictwo nad jego wojskami i posiadłościami w Libanie objął jeden z jego wasali, Wilhelm Jordan, hrabia Cerdagne. Kontynuował oblężenie Trypolisu, który w 1108 roku przeszedł we władanie Fatymidów. Miasto Arka, uznające dotychczas władzę Trypolisu, oddało się pod opiekę Tughtakina, atabega Damaszku z dynastii Burydów. Tughtakin wyruszył na czele wojsk w celu dokonania inspekcji swojego nowego lenna, jednakże deszcze zimowe utrudniły mu marsz przez Al-Bukaję. Oczekując na poprawę pogody, dokonał kilku ataków na przygraniczne forty chrześcijańskie, pozostające pod władzą Wilhelma Jordana.

## Bitwa
Otrzymawszy informacje o najeździe wojsk damasceńskich, Wilhelm Jordan opuścił swoją siedzibę w Saint-Gilles na Górze Pielgrzymiej, skąd prowadził oblężenie Trypolisu. Zabrawszy ze sobą trzystu rycerzy i dwustu pieszych żołnierzy libańskich służących pod jego rozkazami, wyruszył przeciwko Tughtakinowi. Poznawszy dokładne położenie wojsk swojego przeciwnika, łacinnicy niepostrzeżenie przekradli się przez przełęcz w Górach Libanu i znienacka uderzyli na muzułmanów. Zaskoczenie, jakim dla Turków okazał się być ten nagły atak, w połączeniu z siłą i impetem szarży ciężkiej jazdy krzyżowców zadecydowały o wyniku bitwy. Łacinnicy rozbili szyki przeciwnika zmuszając go do ucieczki.
Tughtakin w pośpiechu ruszył do Syrii ścigany przez krzyżowców aż pod same mury twierdzy Hims, gdzie schronił się wraz z niedobitkami swojej armii. Wilhelm Jordan nie zdecydował się na szturm, gdyż nie posiadał wystarczającej ilości ludzi. Zamiast jednak zawrócić i udać się z powrotem pod Trypolis, skierował się na północ i wkroczył na terytorium Emiratu Szajzaru, rządzonego przez wrogą dynastię Munkizydów, podległą sułtanowi seldżuckiemu. Doprowadziło to do kolejnego starcia zbrojnego – tym razem pomiędzy krzyżowcami a lokalnym emirem – w bitwie pod Szajzarem w tym samym roku.